# Tang Prize
Der Tang Prize ist ein im Dezember 2012 von dem taiwanischen Geschäftsmann Samuel Yin gestifteter Preis für wissenschaftliche und gesellschaftspolitische Leistungen, der 2014 erstmals vergeben wurde. Der Preis wird in den Kategorien Nachhaltige Entwicklung (Sustainable Development), Biopharmazeutische Forschung (Biopharmaceutical Science), Sinologie und Rule of Law (in etwa dem deutschen Begriff Rechtsstaatlichkeit entsprechend) vergeben und ist mit 40 Millionen NT$ dotiert (Stand 2014 etwa 1 Million Euro). Hinzu kommen bis zu 10 Millionen NT$, die innerhalb von fünf Jahren für ein vom jeweiligen Preisträger vorgeschlagenes Forschungsprojekt zur Verfügung gestellt werden können.
Die Academia Sinica stellt jährlich ein Komitee zusammen, das dem Stiftungsrat aus der Gruppe der Nominierungen für jeden Preis jeweils drei Kandidaten vorschlägt. Dem Stiftungsrat (Board of Directors of the Foundation), der letztlich die Preisträger bestimmt, gehören (Stand 2016) unter anderen der Stifter Samuel Yin als Vorsitzender und Chi-Huey Wong, der Präsident der Academia Sinica, an.

## Preisträger
| Jahr | Nachhaltige Entwicklung                  | Biopharmazeutische Forschung                           | Sinologie                     | Rule of Law                                                            |
| ---- | ---------------------------------------- | ------------------------------------------------------ | ----------------------------- | ---------------------------------------------------------------------- |
| 2014 | Gro Harlem Brundtland                    | James P. Allison, Tasuku Honjo                         | Yu Ying-shih                  | Albie Sachs                                                            |
| 2016 | Arthur H. Rosenfeld                      | Emmanuelle Charpentier, Jennifer A. Doudna, Feng Zhang | William Theodore de Bary      | Louise Arbour                                                          |
| 2018 | James E. Hansen, Veerabhadran Ramanathan | Tony Hunter, Brian J. Druker, John Mendelsohn          | Stephen Owen, Yoshinobu Shiba | Joseph Raz                                                             |
| 2020 | Jane Goodall                             | Charles Dinarello, Marc Feldmann, Tadamitsu Kishimoto  | Wang Gungwu                   | Bangladesh Environmental Lawyers Association, Dejusticia, Legal Agenda |
| 2022 | Jeffrey Sachs                            | Katalin Karikó, Drew Weissman, Pieter Cullis           | Jessica Rawson                | Cheryl Saunders                                                        |
| 2024 | Omar M. Yaghi                            | Joel F. Habener, Svetlana Mojsov, Jens Juul Holst      | Hsu Cho-yun                   | Mary Robinson                                                          |